# Schismatoglottis latevaginata
Schismatoglottis latevaginata är en kallaväxtart som beskrevs av Adolf Engler. Schismatoglottis latevaginata ingår i släktet Schismatoglottis och familjen kallaväxter. Inga underarter finns listade.